# おむつ塚
おむつ塚（おむつづか）は山梨県山梨市一町田中に位置する史跡である。

## 訪問
当史跡周辺の山梨県道202号線は駐車禁止で、駐車場も無いため、自家用車で来ることはできない。交通手段は以下のようなものがある。
- 山梨市駅よりタクシーで約15分
- 山梨市営バス歌田入り口停留所より徒歩約5分

## 周辺
- 重川サイクリングロード
- 田安陣屋跡